# 先秦諸子繫年
《先秦諸子繫年》是中國歷史學家錢穆的重要作品之一，主要考證先秦時期諸子的生卒年份及相關重要史事的發生時間。該書考證細密，在史學方法上繼承了清朝諸儒的攷辯方法，又不拘于前人舊說習見及瑣屑而無關宏旨之論，從整個學術發展史著眼，從小處入手，乃得先秦學術脈絡之真諦。

## 內容
在《先秦諸子繫年·自序》中，錢穆稱：
吾嘗沉沉以思，昧昧以求，潛精於諸子之故籍，神遊於百家之散記，而深疑夫舊說之有誤，而習見之不可以為定也。積疑有年，一朝開豁，而後知先秦學術，惟儒墨兩派。墨啟於儒，儒原於故史。其他諸家，皆從儒墨生。要而言之，法原於儒，而道啟於墨。農家為墨道作介，陰陽於儒道通囿。名家乃墨之支裔，小說又名之別派。而諸家之學，交互融洽，又莫不有其旁通，有其曲達。分家而尋，不如別世而觀。尋宗為說，不如分區為論。反覆顛倒，縱橫雜出，皆有以通其源流，得其旨趣，萬變紛紜而不失其宗。然後反以求之先秦之史實，並世學者師友交游之淵源，與夫帝王賢豪號召羅致之盛衰興替，而風會之變，潮流之趨，如合符節，如對契印。證之實者有以融之虛，丈而量者重以寸而比，乃然後自信吾說而確乎其不自惑也。
“先秦學術，惟儒墨兩派”乃該書對先秦學術史之梗概。“分家而尋，不如別世而觀。尋宗為說，不如分區為論。”此乃該書所用歷史方法之要旨。
此种別世分區的方法，在《先秦諸子繫年·自序》中，錢穆亦有詳述。要之：
嘗試論之，晚周先秦之際，三家分晉，田氏篡齊，為一變。徐州相王，五國繼之，為再變。齊秦分帝，逮乎一統，為三變。此言夫其世局也。學術之盛衰，不能不歸於時君世主之提抑。魏文西河為一起，轉而之於齊威宣稷下為再起，散而之於秦趙，平原養賢，不韋招客為三起。此言夫其學風也。
本此，該書《先秦諸子繫年攷辨》部分分爲四卷，分別對應先秦學術發展的四個時期，其内容如下：
首卷盡於孔門，相宰之祿，懸為士志，故史之記，流為儒業，則先秦學術之萌茁期也。次卷當三家分晉，田氏篡齊，起墨子、終吳起。儒墨已分，九流未判，養士之風初開，游談之習日起，魏文一朝主其樞紐，此先秦學術之醞釀期也。三卷起商君入秦，迄屈子沉湘。大梁之霸燄方熄，海濱之文運踵起。學者盛於齊魏，祿勢握於游仕。於是有白圭惠施之相業，有淳于田駢之優遊，有孟軻宋鈃之歷駕，有張儀犀首之縱橫，有許陳之抗節，有莊周之高隱，風發雲湧，得時而駕，乃先秦學術之磅礴期也。四卷始春申平原，迄不韋韓李。稷下既散，公子養客，時君之祿，入於卿相之手，中原之化，遍於遠裔之邦。趙秦崛起，楚燕扶翼。然而爛漫之餘，漸歸老謝，紛披已甚，主於斬伐。荀卿為之倡，韓非為之應。在野有老聃之書，在朝有李斯之政。而鄒衍之頡頑，呂韋之收攬，皆有汗漫兼容之勢，森羅並蓄之象，然猶不敵夫老荀非斯之嚴毅而肅殺。此亦時運為之，則先秦學術之歸宿期也。
钱穆在该书中认为《孙子兵法》即当时已失传的《孙膑兵法》，《孙子兵法》的作者是孙膑。1972年，在山东临沂银雀山汉墓出土了《孙膑兵法》，与《孙子兵法》不同，证明了《孙子兵法》的作者并非孙膑。

## 目錄

### 先秦諸子繫年攷辨

#### 卷一
- 一 孔子生年攷
- 二 孔子为委吏乘田攷
- 三 孟懿子南宫敬叔学禮孔子攷附南宮敬叔南容非一人辨
- 四 孔子與南宫敬叔適周問禮老子辨
- 五 孔子適齊攷
附晏嬰卒年攷
- 六 孔子自齊返魯攷
- 七 孙武辨
- 八 阳虎名字攷
- 九 孔子五十学易辨
- 一〇 公山弗擾以費畔召孔子攷
- 一一 鄧析攷
- 一二 孔子仕魯攷
- 一三 孔子相夾谷墮三都攷
- 一四 孔子行攝相事誅魯大夫亂政者少正卯辨
- 一五 孔子去魯適衛攷
- 一六 蘧瑗史鰌攷
- 一七 孔子畏匡乃過蒲一事之误傳舆陽虎無涉辨
- 一八 越句踐元年攷
- 一九 孔子去衛適陳在魯哀公二年衛靈公卒歲非魯定公卒歲辨
- 二〇 孔子去衛適陳在衛靈公卒後非卒前辨
- 二一 孔子過宋攷
- 二二 孔子在陳絕糧攷
- 二三 孔子至蔡乃負函之蔡非州來之蔡攷
附楚昭王興師迎孔子辨
- 二四 孔子自楚反衛攷
- 二五 孔子自衛反魯攷
- 二六 孔鯉顔回卒年攷
附項橐攷
- 二七 宰我死齊攷
- 二八 孔子卒年攷
- 二九 孔子弟子通攷
- 三〇 孔門傳經辨

#### 卷二
- 三一 墨子生卒考
- 三二 墨翟非姓墨墨为刑徒之称考
附孟子墨子摩顶放踵利天下为之解
附庄子儒緩墨翟释义
- 三三 赵简子卒年考
- 三四 计然乃范蠡著书篇名非人名辨
附鴟夷子皮及陶朱公非范蠡化名辨
- 三五 曾子居武城有越寇考
附越徙琅邪考
- 三六 晋出公以下世系年数考
- 三七 魏文侯为魏桓子之子非孙其元年为周贞定王二十三年非周威烈王二年辨
- 三八 子夏居西河教授为魏文侯师考
- 三九 子夏居西河在东方河济之间不在西土龙门汾州辨
- 四〇 魏文侯礼贤考
- 四一 公輸般自鲁游楚考
- 四二 墨子止楚攻宋考
- 四三 三晋始侯考
- 四四 宋信子罕之计而囚墨翟考
- 四五 宋昭公末年在周威烈王四年非二十二年辨
- 四六 魏文侯二十五年乃子擊生非子瑩生魏徙大梁乃惠成王九年非三十一年辨
- 四七 鲁缪公元为周威烈王十一年非十九年亦非十七年辨
- 四八 鲁缪公礼贤考
- 四九 越灭郯乃晋烈公三年非四年六年辨附越灭滕考
- 五〇 吴起仕鲁考
- 五一 田庄子卒年考
- 五二 田齐为十二世非十世辨
- 五三 吴起为魏将拔秦五城考
- 五四 魏文灭中山考
附中山武公初立考
- 五五 寧越考
- 五六 田和始立在齐宣公五十一年非四十五年辨
- 五七 墨子游齐考
- 五八 子思生卒考附顏般 王順 長息
- 五九 列御寇考附南郭子綦
- 六〇 魏武侯元年乃周安王六年非十六年辨
- 六一 墨子游楚鲁陽考
- 六二 墨子弟子通考
- 六三 孟子生年考
- 六四 田和始立为侯考
- 六五 齐康公二十一年乃田侯剡立非桓公午立辨
- 六六 吴起去魏相楚考
- 六七 吴起传左氏春秋考附鐸椒考
- 六八 孟胜考附徐弱 田襄子 腹䵍
- 六九 宋辟公乃桓侯辟兵其元年当周安王二十二年非周烈王四年在位四十一年非三年辨
- 七〇 田桓公在位十八年非六年其弑君自立在魏武侯二十一年非二十二年辨
- 七一 韩哀侯懿侯昭侯三世名谥年数考
- 七二 老子杂辨

#### 卷三
- 七三 商鞅考附甘龙 杜挚
- 七四 齐威王在位三十八年非三十六年辨
- 七五 稷下通考
- 七六 孟子不列稷下考
- 七七 申不害考
- 七八 魏围邯鄲考
- 七九 季梁考附季真
- 八〇 杨朱考
- 八一 子莫考
- 八二 白圭考附赵武灵胡服考
- 八三 逢澤之會乃梁惠王非秦孝公在梁惠王二十七年非周显王二十七年辨
- 八四 齐魏战马陵在梁惠王二十八年非周显王二十八年辨
附毛氏本索隐异文校
- 八五 田忌邹忌孙膑考附司马穰苴
- 八六 梁惠王二十八年乃齐威王称王之年非齐威王卒年辨
- 八七 屈原生卒考
- 八八 庄周生卒考
- 八九 子华子考
- 九〇 尸佼考附公羊女子及北宫子沈子
- 九一 宋君偃元年乃周显王三十一年非四十一年乃幼年嗣位非弑兄自立辨
- 九二 齐魏会徐州相王乃魏惠王后元元年非魏襄王元年乃齐威王二十四年非齐宣王九年辨
- 九三 惠施仕魏考
- 九四 匡章考附周最
- 九五 苏秦考
附苏代苏厉考
附鬼谷子辨
- 九六 楚威王与齐威王同时考
- 九七 齐因燕文王丧伐取十城乃威王非宣王辨
- 九八 孟子在齐威王时先已游齐考
- 九九 宋偃称王为周显王四十一年非慎靓王三年辨
附宋王偃即徐偃王说
附社亡鼎沦解
附战国时宋都彭城证
- 一〇〇 秦始称王考
- 一〇一 韩始称王考
- 一〇二 韩宣惠王即韩威侯考
附韩举乃赵将非韩将辨
- 一〇三 荀卿年十五之齐考
- 一〇四 齐魏韩会平阿及齐魏会甄考
- 一〇五 五国相王考
- 一〇六 鲁平公元年为周显王四十七年非周赧王元年卒在赧王十二年非十九年辨
- 一〇七 惠施去魏考附张仪初入秦考
- 一〇八 惠施自楚至宋考
- 一〇九 靖郭君相齐威宣王与湣王不同时辨
- 一一〇 孟子至宋过薛过邹考
- 一一一 孟子游滕考
- 一一二 鲁平公欲见孟子考
- 一一三 许行攷附索廬参
- 一一四 田鸠考附腹䵍 唐姑果 谢子
- 一一五 孟子游梁考
- 一一六 惠施返魏考附南方倚人黄缭考
- 一一七 孟子自梁返齐考
- 一一八 淳于髡考
附辨越绝书吴越春秋记越年
附淳于髡为人家奴考
- 一一九 魏襄王魏哀王乃襄哀王一君两谥考
- 一二〇 齐伐燕乃宣王六年非湣王十年辨
附燕昭王乃公子職非太子平辨
- 一二一 屈原於懷王十六年前被讒见绌十八年使齐非即放逐辨
- 一二二 孟子去齐考
- 一二三 宋鈃考
- 一二四 尹文考
- 一二五 惠施卒年考
- 一二六 张仪卒乃魏哀王九年非十年辨
- 一二七 屈原居汉北为三闾大夫考
附战国时洞庭在江北不在江南辨
附屈原沉湘在江北不在江南辨
附楚虽三户亡秦必楚解

#### 卷四
- 一二八 齊湣王在位十八年非四十年其元年为周赧王十五年非周显王四十六年辨
- 一二九 魏襄王十九年会薛侯於釜邱考附冯驩
附孟尝去齐相魏考
- 一三〇 宋元王兒说考附唐鞅田不礼考
- 一三一 楚顷襄王又称庄王考
- 一三二 春申君乃顷襄王弟不以游士致显辨
- 一三三 平原君为相考
- 一三四 王氏古本竹书纪年辑校补正
- 一三五 宋康王灭陳考
- 一三六 荀卿自齐适楚考
- 一三七 慎到考
- 一三八 接子考
- 一三九 田骈考附彭蒙 王斶
- 一四〇 春申君封荀卿为蘭陵令辨
- 一四一 公孙龙说燕昭王偃兵考
- 一四二 公孙龙说赵惠文王偃兵考
- 一四三 荀卿齐襄王时为稷下祭酒考
- 一四四 邹衍考附邹奭
附邹衍著书考
- 一四五 庄子见赵惠文王论剑乃庄辛非庄周辨
- 一四六 魏牟考
附论詹何环渊年世附召滑
- 一四七 虞卿著书考
附国语采及铎氏虞氏钞撮考
- 一四八 孔穿与公孙龙辨於平原君所考附子思以下孔裔生卒年表
- 一四九 荀卿赴秦见昭王應侯考
- 一五〇 陈仲考
- 一五一 荀卿至赵见赵孝成王议兵考
- 一五二 邹衍與公孙龙辨於平原君家考附綦母子 毛公桓團
- 一五三 鲁灭在楚考烈王七年非八年非十四年辨
附武内义雄六国年表订误论鲁谱之误辨
- 一五四 再论鲁谱歧点
- 一五五 鲁仲连考
- 一五六 李斯韩非考
- 一五七 龐煖剧辛考
附龐煖即临武君考
- 一五八 鶡冠子辨
- 一五九 吕不韦著书考
- 一六〇 孔叢子载孔子顺事迹辨
- 一六一 春申君见杀考
- 一六二 尉缭辨
- 一六三 诸子攟逸

### 先秦諸子繫年通表
- 目次
- 例言
- 通表第一
相当於考辨第一卷
- 通表第二
相当於考辨第二卷
- 通表第三
相当於考辨第三卷
- 通表第四
相当於考辨第四卷
- 附表第一 列国世次年数异同表
- 附表第二 战国初中晚三期列国国势盛衰转移表
- 附表第三 诸子生卒年世先后一览表
- 附诸子生卒年世约数

## 版本

### 初版
- 錢穆，先秦諸子繫年攷辨，上海：商務印書館，民国二十四年（1935年）
- 錢穆，先秦諸子繫年攷辨，上海：上海書店，1991年

### 增訂版
- 錢穆，先秦諸子繫年，香港：香港大學出版社，1956年
- 錢穆，先秦諸子繫年，北京：中華書局，1985年
- 錢穆，先秦諸子繫年，臺北：東大圖書公司，民國七十五年（1986年）
- 錢穆，先秦諸子繫年，北京：商務印書館，2001年
- 錢穆，先秦諸子繫年（錢賓四先生全集·第5冊），臺北：聯經出版事業公司，1998年
- 錢穆，先秦諸子繫年，石家莊：河北教育出版社，2002年
- 錢穆，先秦諸子繫年，臺北：三民書局，2022年

## 評價
- 蒙文通批閱《先秦諸子系年》稿，稱“君書體大思精，惟當於三百年前顧亭林諸老輩中求其倫比。乾嘉以來，少其匹矣。”[3]
- 陳寅恪曾言《先秦诸子系年》“极精湛，时代全据《纪年》订《史记》之误，心得極多，至可佩服”。[4]
- 顾颉刚在日记中称钱著“作得非常精炼，民国以来战国史之第一部著作也”。[5]
- 钱穆於本書大量引用雷学淇《竹书纪年》、林春溥《战国纪年》、黄式三《周季编略》等人的研究成果，卻無引文出處。以至于白寿彝在1961年撰文指责钱穆《先秦诸子系年》抄袭《竹书纪年义证》。[6]
- 余英時又認為郭沫若所著《十批判书》抄袭《先秦诸子系年》。[7]